# Chi Náng
Crinum là chi thực vật có hoa trong họ Amaryllidaceae.

## Phân loại
Tính đến  tháng 7 năm 2014, World Checklist of Selected Plant Families liệt kê 105 loài Crinum. Một số loài là:
- Crinum americanum L. –
- Crinum asiaticum L. –Náng, chuối nước, tỏi voi, náng hoa trắng, tỏi lơi.
- Crinum bulbispermum (Burm.f.) Milne-Redh. & Schweick.
- Crinum jagus (Thomps.) Dandy Náng to.
- Crinum latifolium L. –Náng lá rộng, tỏi lơi lá rộng, trinh nữ hoàng cung.
- Crinum moorei Hook.f.–Tỏi lơi moore, náng củ.
- Crinum thaianum Schulze
- Crinum viviparum (Lam.) R.Ansari & V.J.Nair Náng lá kiếm, hoa nàng, náng hoa đỏ, náng lá gươm.

### Trước đây được xếp vàoCrinum
- Agapanthus africanus (L.) Hoffmanns. (như là C. africanum L.)
- Ammocharis heterostyla (Bullock) Milne-Redh. & Schweick. (như là C. heterostylum Bullock)
- Cyrtanthus angustifolius (L.f.) Aiton (như là C. angustifolius L.f.)
- Cyrtanthus elatus (Jacq.) Traub (như là C. speciosum L.f.)
- Cyrtanthus obliquus (L.f.) Aiton (như là C. obliquum L.f.)
- Hippeastrum argentinum (Pax) Hunz. (như là C. argentinum Pax)
- Urceolina urceolata (Ruiz & Pav.) Asch. & Graebn. (như là C. urceolatum Ruiz & Pav.)[3]